# Embrace
Embrace — американським хардкор гурт з Вашингтона, заснований в 1985 році.

## Історія
Гурт існував з літа 1985 року до весни 1986 року.
Разом із гуртами Rites of Spring та Beefeater це був один із головних гуртів руху Revolution Summer 1985 року і був одним із перших гуртів, музику якого у пресі назвали емоційним хардкором, хоча учасники гурту з самого початку не погоджувались з цим терміном.
До складу гурту входили фронтмен і вокаліст Ян Маккей (попередній гурт Minor Threat) і троє колишніх учасників гурту його брата Алека Маккея, The Faith: гітарист Майкл Гемптон, барабанщик Айвор Хенсон і басист Кріс Болд.
Гемптон і Хенсон раніше також разом грали у S.O.A.
Свій перший концерт гурт Embrace відіграв 28 липня 1985 року в Food for Thought, колишньому ресторані та музичному закладі на Дюпон Серкл (Dupont Circle) у Вашингтоні; їх дев'ятий і останній концерт відбувся у березні 1986 року в клубі 9:30.
У 1987 році був випущений однойменний альбом, Embrace. Як не рідко траплялось у ті часи, альбом Embrace був випущений вже після того, як гурт розпався (наприклад, мініальбом Faith, Subject to Change, теж вийшов після розпаду гурту).

## Участь у інших проектах
Після розпаду Embrace Ян Маккей разом з Джеффом Нельсоном (друг Яна Маккея ще з середньої школи, в подальшому вони разом створили декілька гуртів, а також лейбл Dischord Records) спробували перетворити свій недавній одноразовий музичний проект в Англії під назвою «Egg Hunt» (було записано лише сингл з двох пісень) на справжній гурт, але проект не пройшов далі стадії репетицій.
Майкл Гемптон об'єднався з колишніми учасниками гурту Rites of Spring, щоб сформувати недовговічний пост-хардкорний гурт One Last Wish. 
Кріс Болд перейшов до гурту Ignition. 
У 1987 році Маккей спрямував свою енергію та креативність на створення гурту Fugazi.
У 1988 році Айвор Хенсон знову об’єднався з Майклом Гемптоном для створення гурту Manifesto.
У роки існування Embrace, деякі фанати почали називати музику гуртів Embrace та Rites of Spring емокор (емоційний хардкор), термін, з яким Маккей та інші учасники гурту Embrace не погоджувались.

## Дискографія

#### Альбоми
- Embrace (1987).

#### Збірні виступи
- 20 Years of Dischord (2002).